# Brabeck

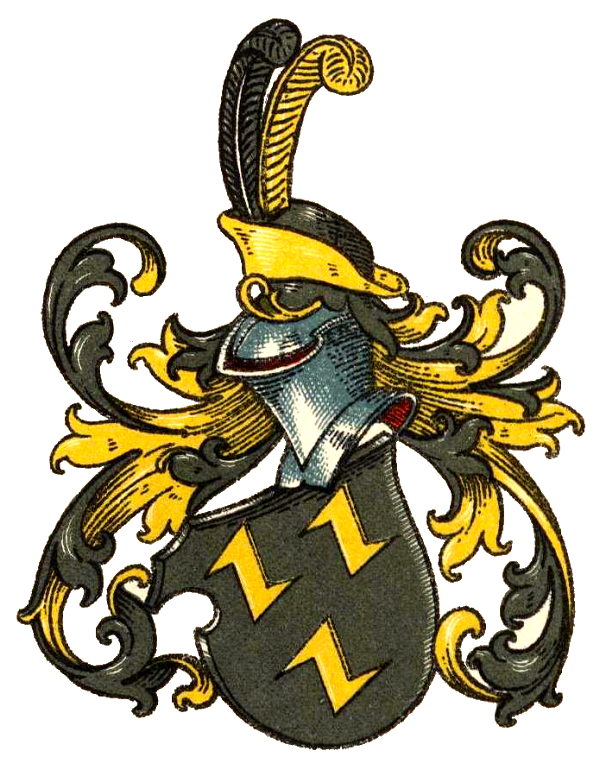
Wappen derer von Brabeck

Brabeck ist eine Adelsfamilie aus Kirchhellen bei Bottrop. Sie war in verschiedenen Zweigen Besitzer vieler Herrenhäuser wie dem Haus Brabeck (von Brabeck zu Brabeck) bis 1818, dem Haus Wittringen (von Brabeck zu Brabeck) vom 14. bis zum 17. Jahrhundert, dem Haus Letmathe (von Brabeck zu Letmathe) von 1576 bis 1812, dem Haus Hemer (von Brabeck zu Letmathe und Hemer) von 1660 bis 1812, dem Schloss Söder (von Brabeck zu Söder) von 1690 bis 1862.

## Familiengeschichte
Im 13. Jahrhundert wird ein Lehnsgut der Abtei Werden mit dem Namen Haus Brabeck erwähnt.
Die Familie von Brabeck war von Mitte des 14. bis Ende des 17. Jahrhunderts Besitzer des in der Nähe befindlichen festen Hauses Wittringen bei Gladbeck.
1573 starb Jürgen von Westhoven als letzter seines Geschlechts. Haus Letmathe fiel an seine Schwester Kiliane von Brabeck und ihren Ehegatten Wolter von Brabeck. Zwischen 1577 und 1585 (kein genaues Datum) wurde Walter von Brabeck Mitglied im Domkapitel in Paderborn. Nach dem Kölner Krieg erklärte der Statthalter von Oer, Georg von Brabeck, 1585 in einem Brief an das Domkapitel zu Köln, dass er im Namen des Kurfürsten Ernst die Jurisdiktion in der Haard bei Oer ausübe. 1605 errichtete Johann von Brabeck den Neubau (heutiger Südflügel) des Hauses Letmathe. Damit wurde endgültig aus der Burg ein Schloss. Der spätere Fürstbischof von Hildesheim, Jobst Edmund von Brabeck, wurde am 11. November 1619 als Sohn des Westhoff von Brabeck und dessen Ehefrau Freiin Ursula von Landsberg zu Erwitte auf Haus Letmathe geboren. Am 28. Januar 1742 wurde Friedrich Moritz von Brabeck in Letmathe geboren. 
Die Witwe Arnolds von Wachtendonk verkaufte um 1660 mit Zustimmung ihrer Söhne das Haus Hemer an ihren Schwiegersohn Melchior von Brabeck. 1670 übernahm die Familie des Reichsfreiherren Jobst Edmund von Brabeck als Gewerk das Bergwerk auf der Rhonard, im Olper Raum. Nach dem Tode Melchiors von Brabeck 1680 lebte sein Bruder Johann Ernst von Brabeck, Domherr in Münster, zeitweise auf Haus Hemer. Er starb hier 1690. Für die Nachgeborenen von niederen katholischen Adelshäusern dieser Zeit war es normal, dem Domkapitel eines Bistums anzugehören, um aus den damit verbundenen Pfründen ihren Lebensunterhalt zu bestreiten. 1805 stellte der Graf von Brabeck aufgrund der hohen Kosten und mittlerweile zu geringer Ausbeute den Bergbau in Olpe ein. Er verpachtete das Bergwerk und die Hütte bis 1807 an seinen bisherigen Faktor J. Jakob Weber, der es anschließend 1809 vom Grafen kaufte.

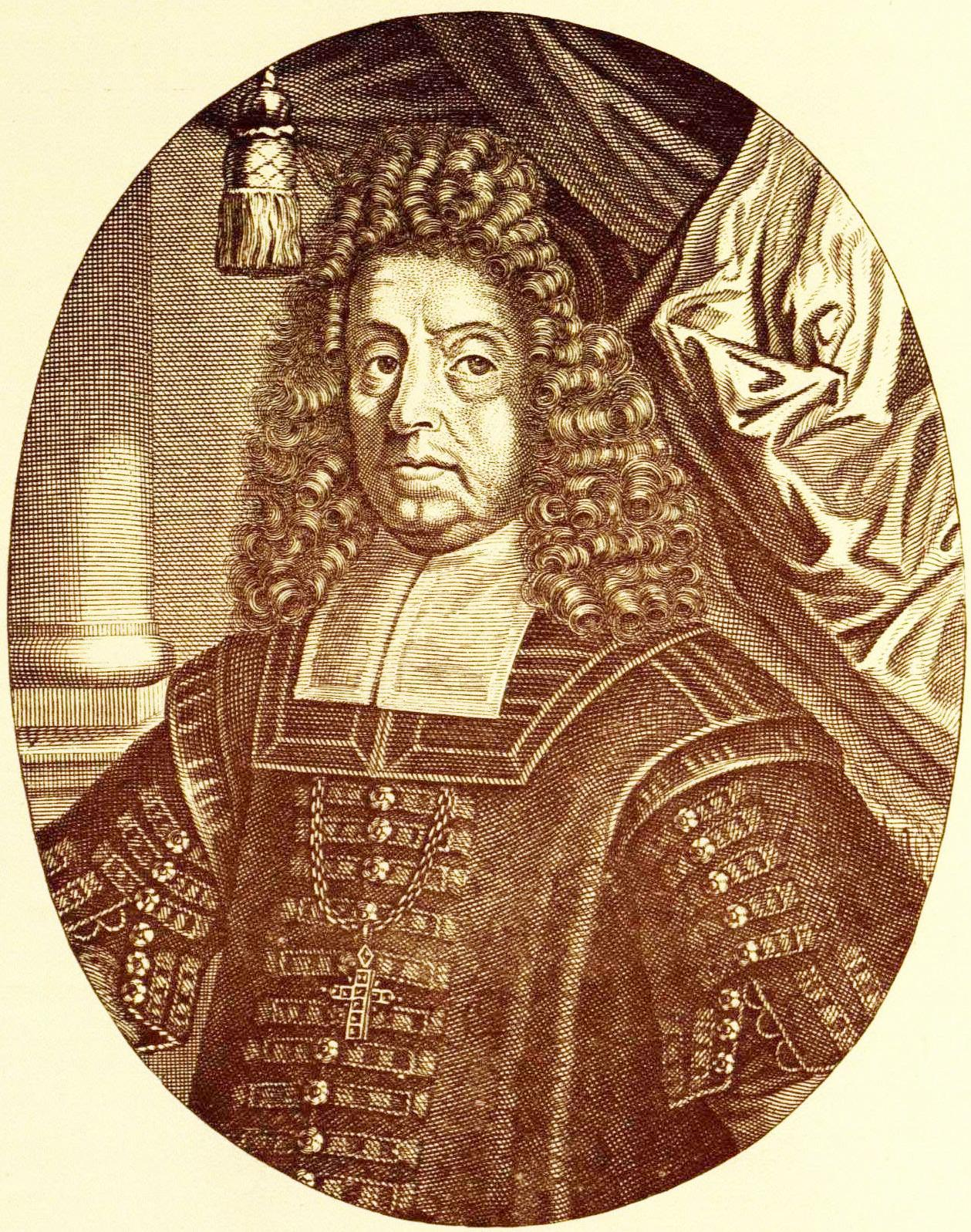
Jobst Edmund von Brabeck (1619–1702), Fürstbischof von Hildesheim

1690 konnte der Hildesheimer Fürstbischof Jobst Edmund von Brabeck seine aus Westfalen stammende Familie, den Zweig von Brabeck zu Letmathe und Hemer mit den Gütern Söder und Nienhagen bei Hildesheim belehnen, da im Jahre 1686 der letzte der Familie von Bortfeld gestorben war. Ende des 17. Jahrhunderts ließ Fürstbischof Jobst Edmund von Brabeck den „Entenfang“, ein Seengebiet mit angeblich 500 Morgen Wasserfläche (125 Hektar), in Giften, Amt Steuerwald bei Sarstedt anlegen. Am 13. August 1702 starb Jobst Edmund von Brabeck und wurde in der Barbarakapelle des Domes zu Hildesheim beigesetzt. Zwischen 1741 und 1742 ließ der Neffe des Bischofs – gleichfalls mit dem Namen Jobst Edmund von Brabeck – das Schloss Söder, inklusive einer Hauskapelle erbauen. Bereits 1735 hatte die Familie von Brabeck vorübergehend einen Priester mit der Seelsorge in Söder beauftragen können. Die Schlosskapelle trug vermutlich ein Mauritiuspatrozinium. Dank der Förderung der Familie von Brabeck war Schloss Söder bis Ende des 18. Jahrhunderts ein geistiger und kultureller Mittelpunkt des Bistums. Unter Friedrich Moritz von Brabeck beherbergte Schloss Söder von 1788 an eine kostbare Gemäldesammlung, die viele Besucher nach Söder zog. 1803 wurde Brabeck vom preußischen König Friedrich Wilhelm III. in den Grafenstand erhoben. ´1812 verkaufte Friedrich Moritz das Haus Letmathe, ebenso Haus Hemer. Am 8. Januar 1814 verstarb er auf Schloss Söder. Ein Brand im Jahr 1845 beschädigte das Schlossgebäude schwer, es wurde jedoch bis 1848 wieder aufgebaut. Moritz’ Schwiegersohn Andreas Graf zu Stolberg verkaufte 1859 erst die Kunstsammlung und 1862 schließlich auch das Schloss.
1720 wurde der Probecksche Hof in Winkel erbaut im Auftrag des Besitzers, des Freiherrn Moritz von Brabeck. Der Name wurde im Volksmund zu Probeck verwandelt. Er ist von den Weinbergen der Lage Jesuitengarten umgeben.
Ein weiterer bekannter Spross derer von Brabeck war Johann Karl Theodor von Brabeck. Er wurde am 19. Juli 1738 auf Haus Lohausen bei Hamm als Sohn des Peter Franz Walter von Brabeck und der Maria Ottilia Schenck von Niddeg geboren. Im Jahr 1776 wurde er Abt und 1792 erster Fürstbischof von Corvey.
1818 starb mit Bernhard von Brabeck die Linie derer von Brabeck zu Brabeck, wenig später die der Herren zu Söder (und ehemals Letmathe und Hemer) aus.

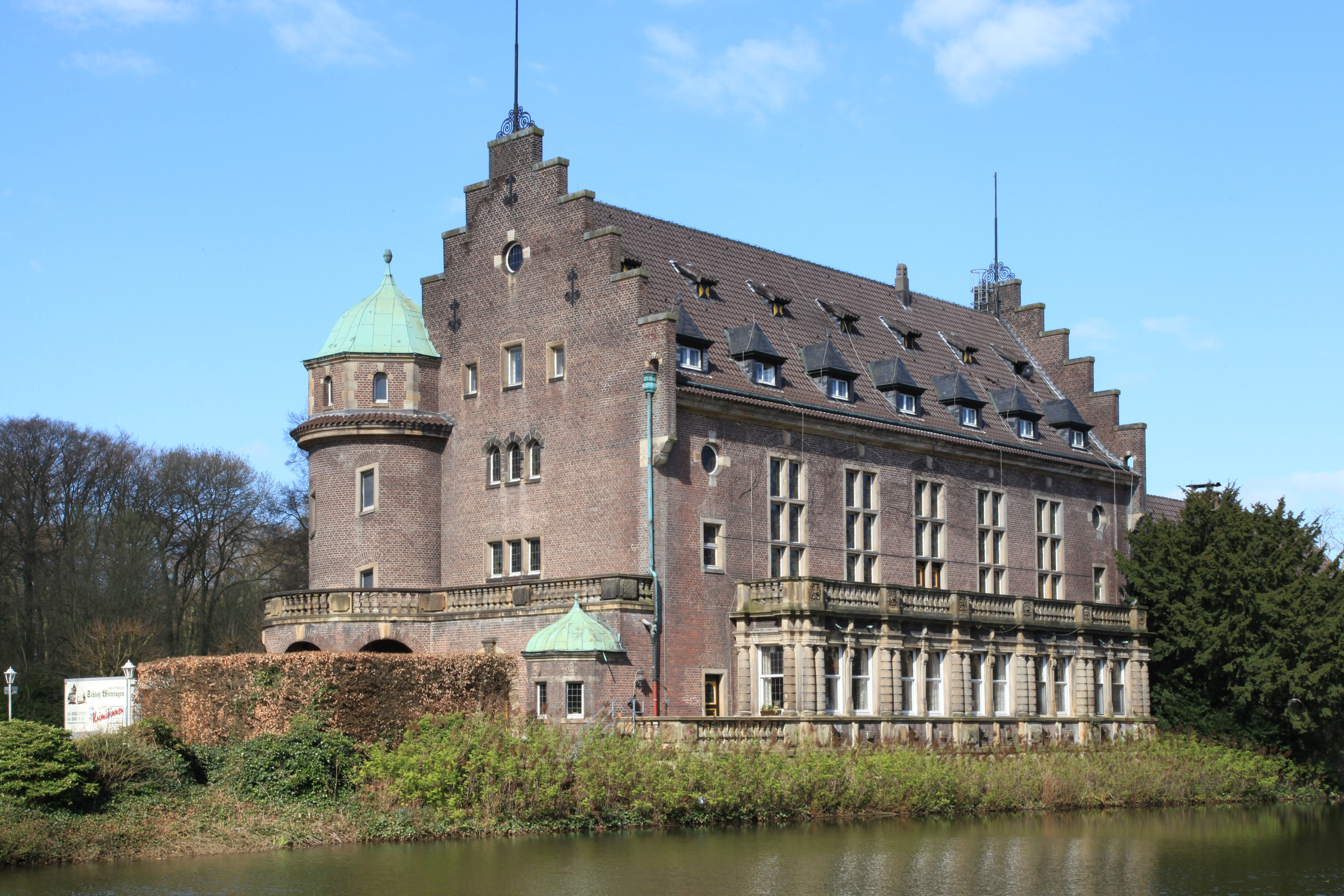
Haus Wittringen
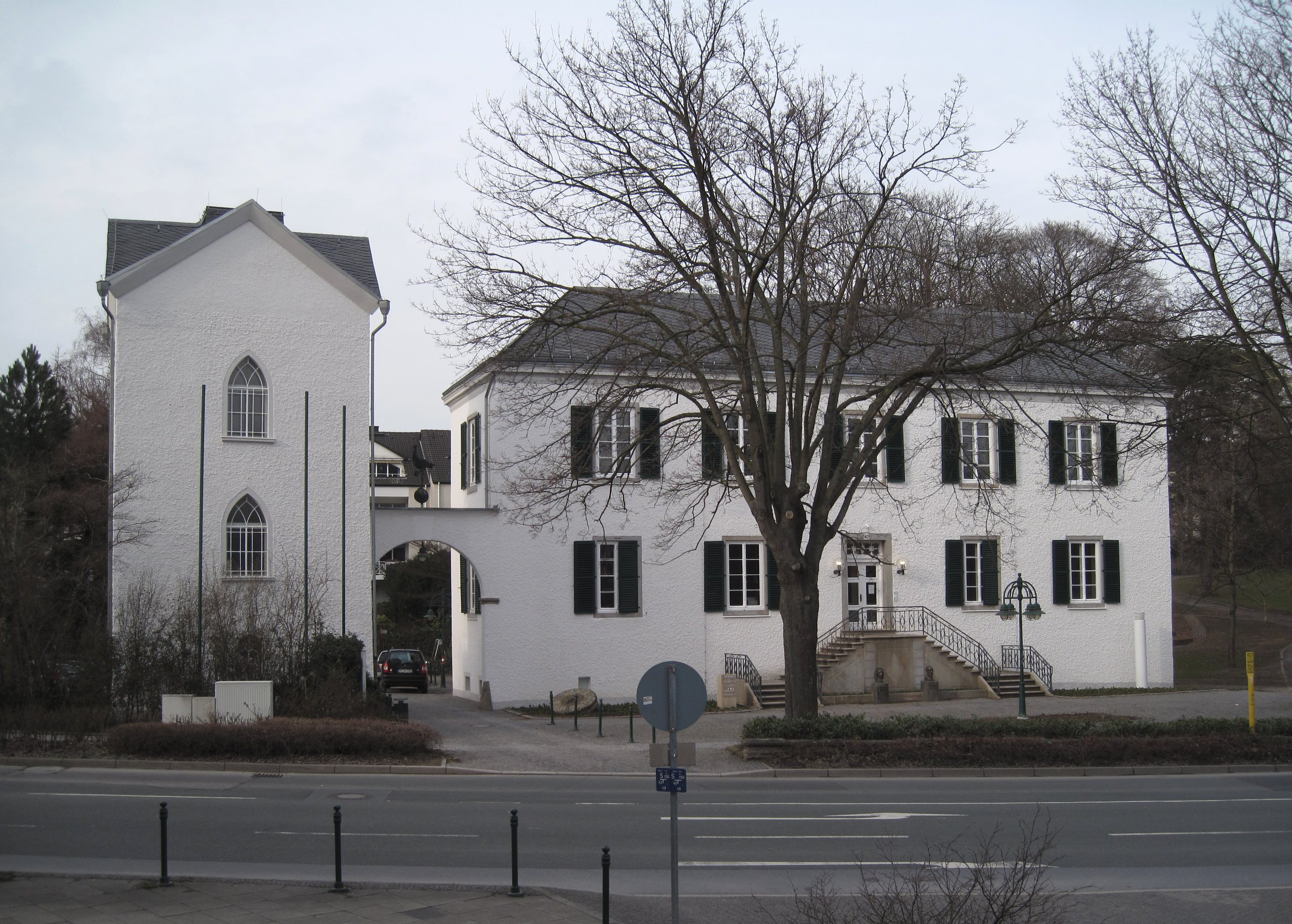
Haus Letmathe
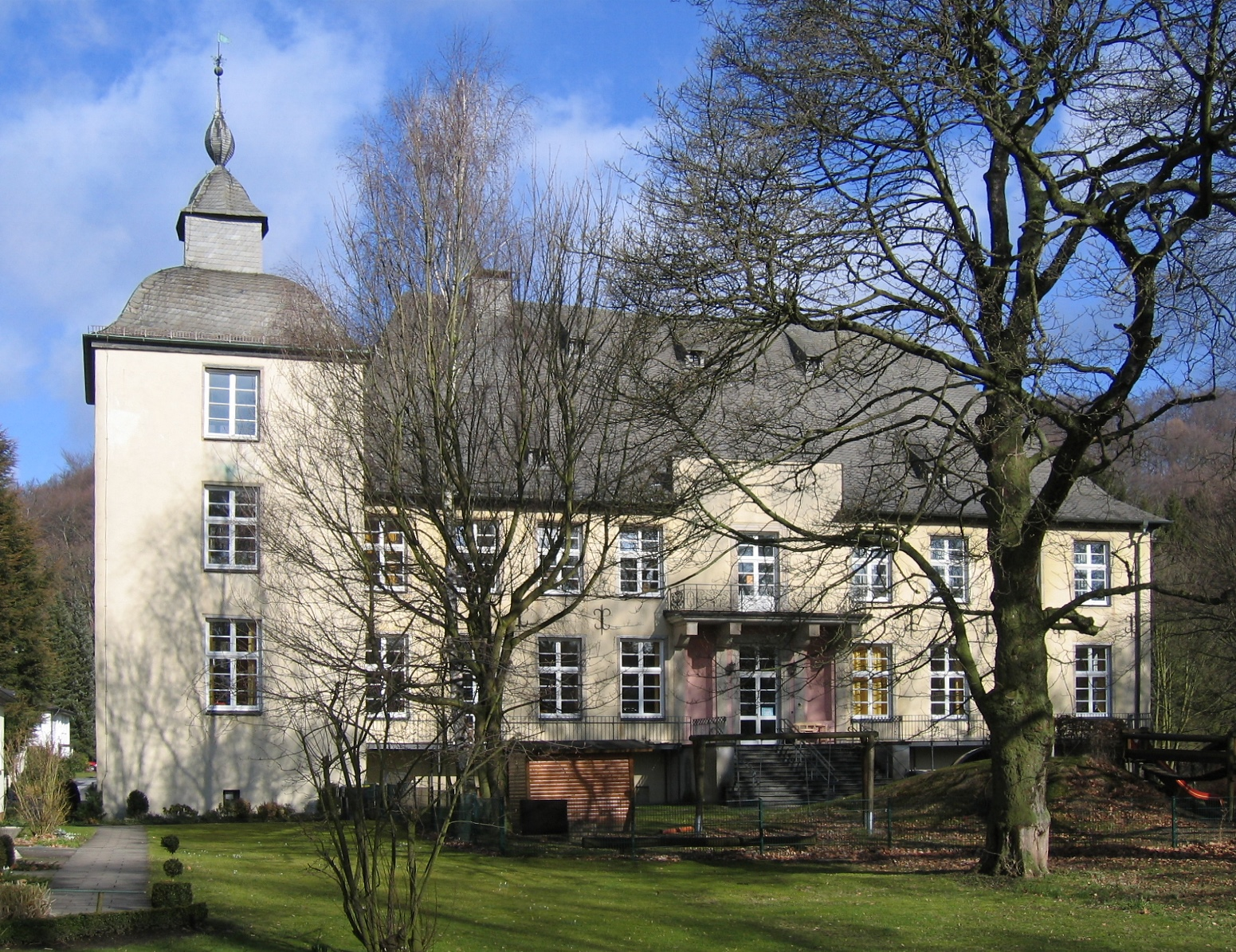
Haus Hemer
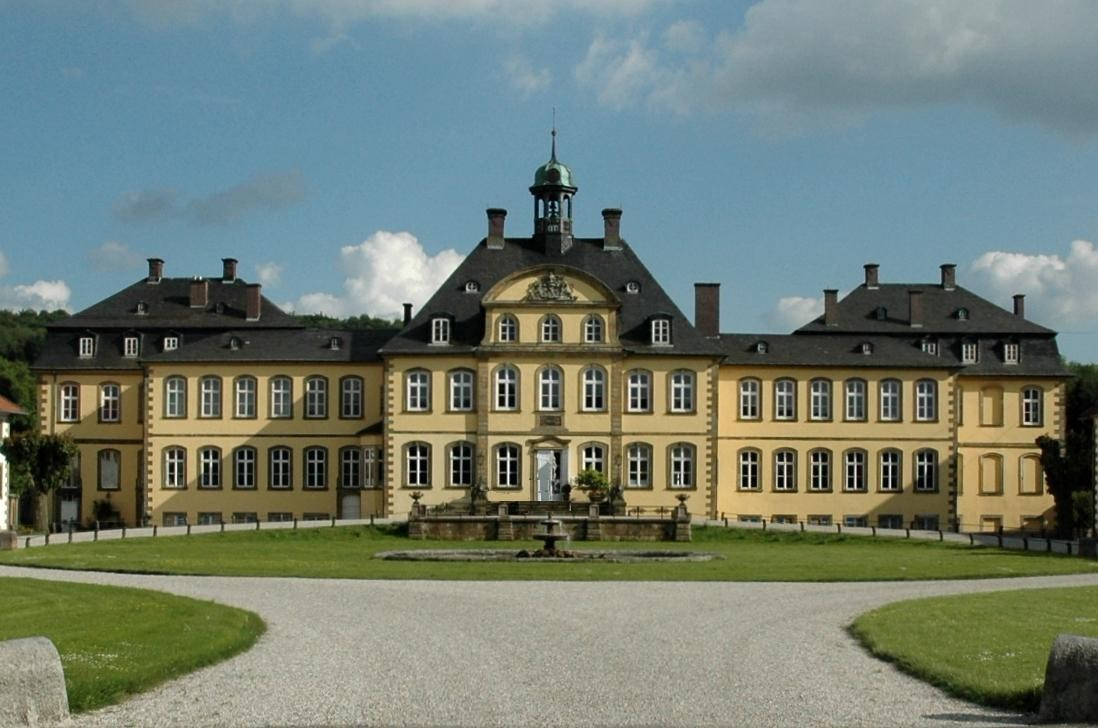
Schloss Söder
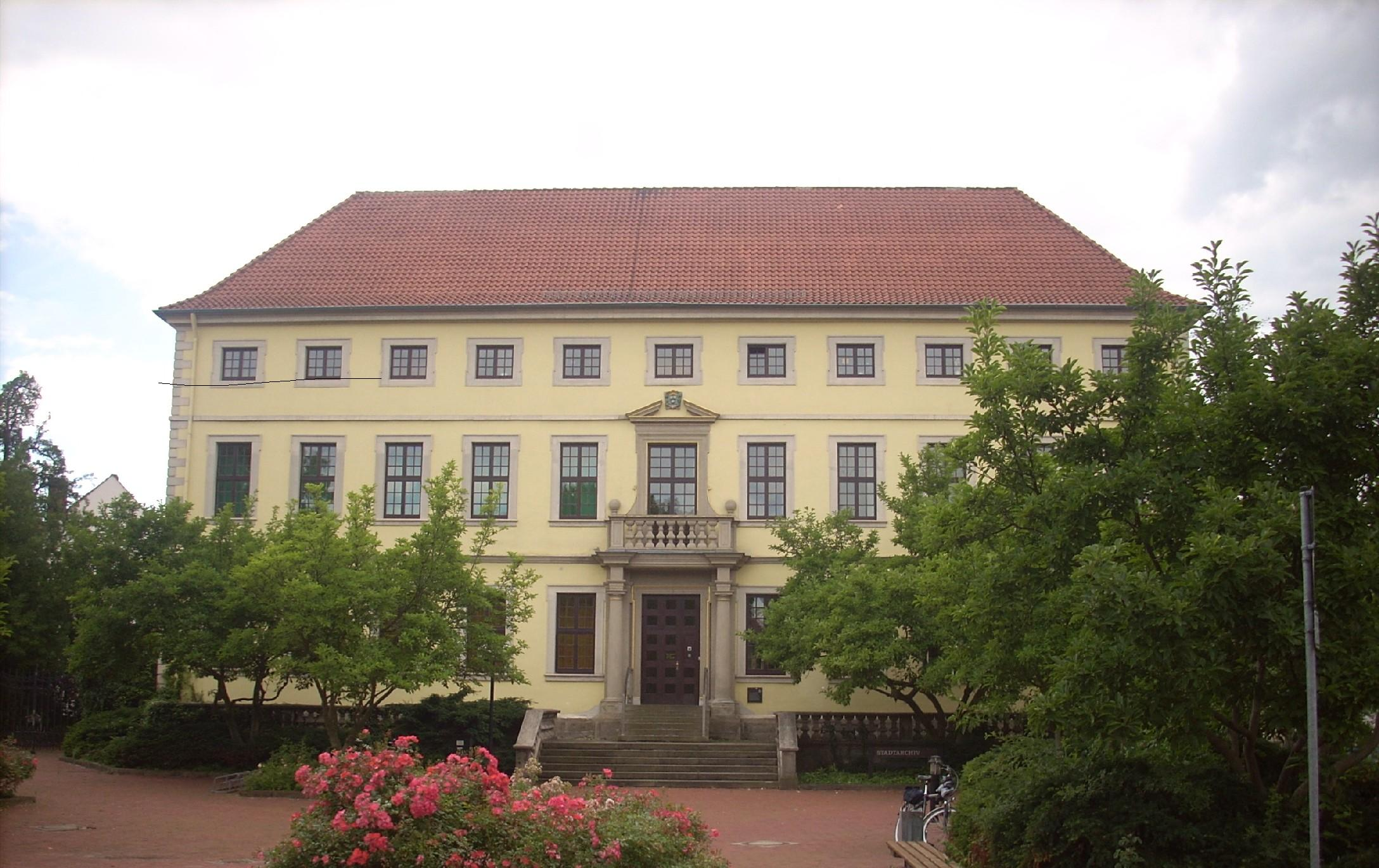
Brabeck’scher Hof in Hildesheim (ab 1818 Sitz der Landschaft)

## Wappen
Das Familienwappen, die drei 2:1 in Gold gestellten Wolfsangeln, wurde ähnlich von verschiedenen Kommunen übernommen, so von Hemer (Stadt und Amt), das sind sämtliche (auch ehemalige) Gemeinden des Amtes (Becke, Deilinghofen, Ihmert, Frönsberg, Kesbern, Evingsen), außerdem von Gladbeck und Kirchhellen, Bottrop (das neue Wappen seit 1978), ferner von Söder (Gemeinde Holle) und Giften (Stadt Sarstedt).
Das Wappen derer von Brabeck ziert auch verschiedene wichtige Kirchen in Deutschland, so in Hildesheim, Münster, Köln, Mainz, Freiburg im Breisgau, Tutzing und Bichl und in Corvey.

## Bedeutende Persönlichkeiten der Familie
- Heinrich von Brabeck († 1618), Domherr in Münster
- Engelbert von Brabeck († 1620), Domherr in Münster
- Walter von Brabeck († 1626), Dompropst in Paderborn und Domherr in Münster
- Johann Dietrich von Brabeck († vor 1629), Domherr in Münster
- Johann von Brabeck († vor 1632), Domherr in Münster
- Engelbert von Brabeck († 1636), Domherr in Münster und Speyer
- Jobst Edmund von Brabeck (1619–1702), Fürstbischof von Hildesheim
- Ludolf Walter von Brabeck (1623–1699), Domherr in Münster
- Johann Ernst von Brabeck (1625–1690), Domherr in Münster
- Jobst Edmund von Brabeck (1660–1732), Domherr in Münster und Domscholaster in Hildesheim
- Jobst Edmund von Brabeck (nach 1700–1767), Drost von Liebenburg, Erbauer von Schloss Söder
- Johann Karl Theodor von Brabeck (1738–1794), Abt, später Fürstbischof von Corvey
- Hermann Werner von Brabeck (1739–1785), Domherr in verschiedenen Bistümern
- Friedrich Moritz von Brabeck (1742–1814), Kunstmäzen auf Schloss Söder, letzter Brabeck auf Haus Letmathe und Haus Hemer
- Peter Brabeck-Letmathe (* 1944), österreichischer Manager

## Brabeckstraße
In Hannover verbindet die Brabeckstraße die heutigen Stadtteile Bemerode und Kirchrode. Sie entstand aus einem alten Fahrweg und wurde – laut dem Adressbuch von Hannover von 1970 – nach mehreren Umbenennungen (1899: Kirchstraße; 1907: Kirchroder Kirchstraße) 1926 benannt „[…] nach dem Grafen von Brabeck, der in Kirchrode begütert war“; seit 1689 waren die von Brabecks Lehnsherren mehrerer Kirchröder Höfe. Bis 1975 hieß der in Bemerode liegende Teil der Brabeckstraße Kirchroder Straße.